# Microsoft Servers

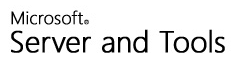
Microsoftサーバのロゴ。

Microsoft Servers （オフィスサーバーズ 以前はWindows Server Systemと呼ばれていた）は、マイクロソフトのサーバ製品を網羅するブランドである。これには、Microsoft WindowsのオペレーティングシステムであるWindows Serverだけでなく、より広いビジネス市場をターゲットにした製品が含まれる。 Microsoft DynamicsやMicrosoft Office製品ラインとは異なり、このブランドで販売されている製品のほとんどは、それ自体が基幹業務サービスを目的としたものではない。

## サーバ
Microsoft Serversのソフトウェアおよびテクノロジラインには次のものがある。

### オペレーティングシステム
当初、マイクロソフトサーバオペレーティングシステムはWindows NTファミリの中のエディションの位置づけであった。 2003年以降、 Windowsのクライアント製品とは独立したサーバオペレーティングシステムであるWindows Serverファミリが形成された。
マイクロソフトのサーバオペレーティングシステムには次のものがある。
- Windows NT 3.1 Advanced Server エディション
- Windows NT 3.5 Server エディション
- Windows NT 3.51 Server エディション
- Windows NT 4.0 （Server、Server Enterprise、およびTerminal Server エディション）
- Windows 2000
- Windows Server 2003
- Windows Server 2003 R2
- Windows Server 2008
- Windows Server 2008 R2
- Windows Server 2012
- Windows Server 2012 R2
- Windows Server 2016
- Windows Server 2019

### オペレーティングシステムの派生製品
以下は、Windows Serverオペレーティングシステムを特定の市場や業界に特化して提供する形態である。
- Windows Server Essentials （当初はWindows Small Business Server）

### 生産性
マイクロソフトのサーバ製品に含まれる製品の一部は、 Microsoft Officeのサーバ部品として連携して動作する。以下のものがある。
- BizTalk Server –ビジネスプロセスの設計および統合ツール
- Internet Information Services（IIS） – ウェブサーバ、 FTPサーバ、および基本的な電子メールサーバ
- Exchange Server –電子メールを主としたグループウェアサーバ
- Host Integration Server –Windows環境とAS/400などのメインフレームシステム（以前はMicrosoft SNA Serverと呼ばれていた）の間のデータおよび管理コネクタ[1][2]
- Project Server –プロジェクト管理およびリソース割り当てサービス。 Microsoft Projectのサーバ部品として機能する
- SharePoint Server –コラボレーション、ファイル共有、Webデータベース、ソーシャルネットワーキング、およびウェブ公開を目的としたサイトを作成します。
- Skype for Business Server –インスタントメッセージおよびプレゼンス情報サーバ、電話PBXシステムとの統合。 Skype for Businessのサーバ部品。
- SQL Server –関係データベース管理システムとビジネスインテリジェンスサーバ
- Microsoft Hyper-V Server

### セキュリティ
- Exchange Online Protection
- Identity Integration Server –ID管理製品

## Microsoft System Center
Microsoft System Centerは、企業のシステム管理者がWindows Serverとクライアントデスクトップシステムのネットワークを管理するのを支援するサーバ製品群。 
- System Center Advisor –インターネットを介したMicrosoft Serversソフトウェアの構成の変更または評価を支援するSaaS。
- System Center App Controller-クラウドベースの仮想マシンとサービスを含む、パブリッククラウドとプライベートクラウドの統合管理。
- Microsoft Endpoint Configuration Manager –構成管理、ハードウェア/ソフトウェア資産管理、Windowsデスクトップ（以前のSystems Management Server）用のパッチ展開ツール。Software Centerを含む[4]。
- System Center Data Protection Manager –継続的なデータ保護とデータ復旧
- System Center Endpoint Protection-マイクロソフト製品のマルウェア対策およびセキュリティツール
- System Center Essentials –中小企業を対象としたOperations ManagerとWindows Software Update Service（WSUS）の機能の組み合わせ
- System Center Orchestrator （以前のOpalis）-ITプロセスの信頼性を向上させながら、データセンター運用のコストを削減するための管理ツールを調整および統合するための自動化プラットフォーム。これにより、組織はMicrosoft Operations Framework（MOF）やITILに見られるようなベストプラクティスを自動化する。 Orchestratorは、System Centerおよびその他の管理ツールを調整するワークフロープロセスを通じて動作し、インシデント対応、変更とコンプライアンス、およびサービスライフサイクル管理プロセスを自動化する[5]。
- System Center Operations Manager –サービスとアプリケーションの監視。
- System Center Service Manager –資産追跡およびインシデント、問題、変更、構成管理。SCOM、SCCMと連携（コードネーム：Service Desk）
- System Center Virtual Machine Manager –仮想マシン管理とデータセンター仮想化

## 廃止されたサーバ製品
- Microsoft Application Center –複数のサーバにまたがるウェブアプリケーションの展開。その機能の一部はSystem Centerに引き継がれた。
- Microsoft BackOffice Server
- Commerce Server–eコマースポータル
- Content Management Server–ウェブサイトのコンテンツ管理と公開。 Microsoft SharePoint Serverに統合された。
- Forefront–包括的な基幹業務セキュリティ製品
  - Threat Management Gateway –ファイアウォール、ルーティング、VPN、およびウェブキャッシュサーバ。以前はMicrosoft ISA ServerまたはMicrosoft Proxy Serverと呼ばれていた。
  - Protection for Exchange Server
  - Protection for SharePoint Server
  - Unified Access Gateway
  - Identity Manager
- Forms Server –サーバベースの電子フォーム
- Groove Server–ファイル共有サーバ。 Microsoft SharePoint Workspaceのサーバ部品
- Microsoft Merchant Server - 後継はMicrosoft Site Server
- PerformancePoint Server–ビジネスパフォーマンス管理サーバ
- Project Portfolio Server
- Microsoft Proxy Server – 後継はMicrosoft Forefront Threat Management Gateway （ISA Serverと呼ばれていた）
- Search Server
- Microsoft Site Server – 後継はMicrosoft Commerce Server
- Microsoft SNA Server– 後継はMicrosoft Host Integration Server
- Speech Server–音声認識を含む自動電話システム用の音声アプリケーション
- Services for UNIX– Windows XP ProとWindows Server 2003に同梱
- System Center Capacity Planner–購入およびベストプラクティスのキャパシティプランニングガイダンスを提供
- Virtual Server–オペレーティングシステムのプラットフォーム仮想化[6]
- Windows Home Server 2011
- Windows MultiPoint Server